# Parafia Wniebowstąpienia Pańskiego w Dygowie
Parafia pw. Wniebowstąpienia Pańskiego w Dygowie – rzymskokatolicka parafia należąca do dekanatu Gościno, diecezji koszalińsko-kołobrzeskiej, metropolii szczecińsko-kamieńskiej. Została utworzona w 1951 roku. Siedziba parafii mieści się w Dygowie przy Placu Wolności.

## Historia
Pierwsza świątynia w obecnej parafii wzniesiona została przed rokiem 1276, a patronat nad nią sprawowała kapituła kołobrzeska. Od 1279 roku świątynią opiekował się klasztor cysterek w Koszalinie. Po roku 1492 patronat nad świątynią po połowie sprawowali dziekan i kantor kapituły kolegiackiej. 

## Miejsca święte

### Kościół parafialny
Kościół pw. Wniebowstąpienia Pańskiego w Dygowie
Kościół parafialny został zbudowany w 1890, poświęcony 1946.

### Kościoły filialne i kaplice
- Kościół pw. Wniebowzięcia Najświętszej Marii Panny w Czerninie
- Kościół pw. św. Jana Apostoła i Ewangelisty w Świelubiu

## Duszpasterze

### Proboszczowie
- proboszcz Mikołaj (1289)[1]

...
- proboszcz Hartmund (1356)[1]

....
- Hermann Seczeben Erasmus (1492)[1]

....
- ks. Henryk Świerkowski (1945-1949)
- ks. Kazimierz Antosz (1949-1955)
- ks. Marian Grabianka (1955-1959)
- ks. Ludwik Chamski (1959-1985)
- ks. Stanisław Wojnar (1985-1988)
- ks. Jan Nowak (1988-1989)
- ks. Edward Skwira (1989-1998)
- ks. Ireneusz Żejmo (1998-2009)
- ks. Piotr Niedźwiadek od 2009